# Кочарян, Шаварш Микаэлович
Шава́рш Микаэ́лович Кочаря́н (арм. Շավարշ Քոչարյան, 3 апреля 1948, Ереван) — армянский политический деятель и дипломат, заместитель Министра иностранных дел Республики Армения.

## Дата и место рождения
Родился 3 апреля 1948 г. в Ереване.

## Образование
В 1971 г. окончил Eреванский политехнический институт, факультет технической кибернетики, математик-инженер.
В 1975 г. окончил аспирантуру Московского Всесоюзного Научно-исследовательского Института Генетики по специализации молекулярная генетика.
В 1977 г. в Москве получил степень кандидата биологических наук, специализируясь в генетике.
Ш. Кочарян — автор и соавтор более 100 научных работ и более 30 изобретений, лицензированные во многих странах, в том числе в США, в Великобритании, в Германии, во Франции.

## Профессиональная деятельность
1971—1972 гг. старший лаборант в Чаренцаванском филиале Всесоюзного Научно-исследовательского Института Генетики.
1976—1981 гг. младший научный сотрудник Ереванского Экспериментального Биологического Института Академии Наук и Абовянского Института Бактериологии Академии Наук.
1981—1990 гг. старший научный работник, руководитель лаборатории и начальник отдела в Ереванском Биологическом Технологическом Институте.
В 1990, 1995, 1999 и 2003 гг. Ш. Кочарян был избран депутатом Национального собрания Республики Армения.
1990—1995 гг. Вице-председатель Комитета по внешним сношениям Национального собрания Республики Армения, глава депутатской группы « Национальные Демократы».
1992—1995 и 1999—2003 гг. — член делегации Национального собрания в Парламентской Ассамблее СНГ.
1995—1999 гг. — Член Комитета по внешним сношениям Национального собрания, секретарь Национального Демократического Союза.
1999—2003 гг. — Председатель Комитета Национального собрания по вопросам науки, образования, культуры и молодежи.
1999—2003 гг. — Член делегации Национального собрания в Парламентской ассамблее ОБСЕ.
С 2003 г. был членом Временного Комитета Национального собрания по вопросам Европейской интеграции и Комитета по социальным вопросам, по вопросам здравоохранения и защиты окружающей среды.
2003—2005 гг. Член делегации Национального собрания в ПАСЕ.
С 2008 года заместитель Министра иностранных дел Армении.

## Политическая и общественная деятельность
1988—1990 гг. — Активный участник Карабахского движения
1991—2001 гг. — Член правления Национального Демократического Союза
1992—1993 гг. — Председатель Совета Национального Демократического Союза
С 1999 г. член общественной организации «Демократия, правовой и политический аналитический центр».
2000—2003 гг. — Член Совета Ереванского Инженерного Университета
С 2001г-Член Национальной Демократической Партии, глава совета НДП
С 2000 г. — Член Совета благотворительного учреждения «Hans Christian Konfoed»
С 2005 г. — Член Совета попечителей Ереванской школы политических учений Совета Европы, лектор той же самой школы
С 2007 г. — Глава неправительственной организации «Общество и цивилизация»

## Другое
Иностранные языки — Русский, английский
Вдовец, имеет двух детей и четверых внуков.

## Награды
- Орден «Знак Почёта».
- Медаль «За заслуги перед Отечеством» II степени (28 декабря 2015 года) — за многолетнюю добросовестную деятельность в системе государственного управления[1].
- Медаль Мхитара Гоша (29 декабря 2011 года) — за многолетнюю и эффективную работу в системе государственного управления Республики Армения[2].
- Нагрудный знак МИД России «За взаимодействие» (2017 год) — за многолетнюю  деятельность в деле развития российско-армянских союзнических отношений[3].
- Орден «Содружество» (27 марта 2017 года, Межпарламентская ассамблея СНГ) — за активное участие в деятельности Межпарламентской Ассамблеи и её органов, вклад в укрепление дружбы между народами государств — участников Содружества Независимых Государств[4].
- Медаль «За вклад в развитие Евразийского экономического союза» (29 мая 2019 года, Высший Евразийский экономический совет)[5].